# Prąd Mozambicki
Prąd Mozambicki – ciepły prąd morski płynący wzdłuż wybrzeży Mozambiku ku Dryfowi Wiatrów Zachodnich. Jest to odgałęzienie Prądu Południoworównikowego.